# In the Raw (álbum)
In the Raw é o oitavo álbum solo de estúdio da vocalista soprano e compositora finlandesa Tarja Turunen. Foi lançado em 30 de agosto de 2019.

## Contexto
Em In the Raw, lançado em 30 de agosto de 2019, a compositora e vocalista Tarja Turunen trabalhou com outros vocalistas de heavy metal, como o vocalista do Soilwork, Björn "Speed" Strid, Tommy Karevik do Kamelot, e Cristina Scabbia do Lacuna Coil.
Em 12 de setembro de 2019, Turunen iniciou a "Raw Tour" para promover o álbum "In the Raw". No entanto, muitos dos shows foram adiados devido à pandemia da COVID-19.

## Recepção da crítica
| Críticas profissionais | Críticas profissionais |
| Avaliações da crítica  | Avaliações da crítica  |
| Fonte                  | Avaliação              |
| ---------------------- | ---------------------- |
| Metal Hammer (PT)      | [ 7 ]                  |
| Cryptic Rock           | [ 8 ]                  |
| Sonic Perspectives     | [ 9 ]                  |
| Metal Imperium         | [ 10 ]                 |

In the Raw foi bem recebido pela crítica em geral. Gary Hernandez do "Metal Temple" escreveu: "In the Raw nos lembra o quão bom o metal sinfônico pode ser: performances vocais executadas com perfeição, composições versáteis, arranjos cuidadosos, músicos profundamente talentosos, excelentes valores de produção".

## Lista de faixas
| Faixas da edição regular de In the Raw |                                                      |         |  |
| N.º                                    | Título                                               | Duração |  |
| 1.                                     | "Dead Promises" (com Björn Strid)                    | 5:50    |  |
| 2.                                     | "Goodbye Stranger" (com Cristina Scabbia)            | 5:12    |  |
| 3.                                     | "Tears in Rain"                                      | 4:28    |  |
| 4.                                     | "Railroads"                                          | 4:00    |  |
| 5.                                     | "You and I"                                          | 4:07    |  |
| 6.                                     | "The Golden Chamber (Awaken - Loputon yö - Alchemy)" | 7:05    |  |
| 7.                                     | "Spirits of the Sea"                                 | 6:56    |  |
| 8.                                     | "Silent Masquerade" (com Tommy Karevik)              | 7:32    |  |
| 9.                                     | "Serene"                                             | 4:42    |  |
| 10.                                    | "Shadow Play"                                        | 7:22    |  |
| Duração total:                         | Duração total:                                       | 57:18   |  |

| Faixas de Extra Raw (CD bônus da caixa) |                                                 |         |  |
| N.º                                     | Título                                          | Duração |  |
| 1.                                      | "Dead Promises" (Single Version)                | 5:52    |  |
| 2.                                      | "Spirits of the Sea" (Carlinhos Percussion Mix) | 7:00    |  |
| 3.                                      | "Railroads" (Demo)                              | 3:55    |  |
| 4.                                      | "Goodbye Stranger" (Solo Version)               | 5:11    |  |
| 5.                                      | "You and I" (Band Version)                      | 4:09    |  |
| 6.                                      | "Spirits of the Sea" (Bartly's Water Remix)     | 7:01    |  |
| 7.                                      | "Silent Masquerade" (Solo Version)              | 7:32    |  |
| Duração total:                          | Duração total:                                  | 40:40   |  |

## Créditos
Todas as informações vêm do encarte do álbum.
Tarja
- Tarja Turunen – vocais, piano, diretora de arte
- Alex Scholpp – guitarras, baixo, teclados, vocais, programação de bateria
- Christian Kretschmar – teclados
- Kevin Chown – baixo

Músicos adicionais
- Björn Strid – vocais adicionais
- Cristina Scabbia – vocais adicionais
- Tommy Karevik – vocais adicionais
- Tim Palmer – guitarras, teclados, percussão, narração, mixagem
- Timm Schreiner – bateria
- Julián Barrett – guitarras, programação de bateria, coprodutor (faixas 8 e 10), gravação
- Bart Hendrickson – teclados, programação, programação de bateria, design de ambiente
- Doug Wimbish – baixo
- Peter Barrett – baixo
- Anders Wollbeck – teclados, programação
- Johnny Andrews – teclados, co-produtor (faixa 3)
- Erik Nyholm – teclados
- James Dooley – teclados, programação
- Carlinhos Brown – percussão
- Thiago Pugas – percussão

Produção
- Marcelo Cabuli – direção de arte, gravação
- Travis Kennedy – assistente de mixagem
- Justin Shturtz – masterização
- Max Vaccaro – produtor executivo
- Anja Obersteller – produtora executiva
- Isabelle Albrecht – produtora executiva
- Bernhard Hahn – gravação
- Jim Dooley – design de ambiente

## Paradas
| Parada (2019)                         | Maior colocação |
| ------------------------------------- | --------------- |
| Áustria (Ö3 Austria Top 40)           | 30              |
| Bélgica (Ultratop Flandres)           | 66              |
| Bélgica (Ultratop Valônia)            | 60              |
| Czech Albums (ČNS IFPI)               | 57              |
| Finlândia (Suomen virallinen lista)   | 28              |
| França (SNEP)                         | 88              |
| Alemanha (Offizielle Deutsche Charts) | 15              |
| Hungria (MAHASZ)                      | 28              |
| Polónia (ZPAV)                        | 37              |
| Escócia (Official Scottish Albums)    | 29              |
| Suíça (Schweizer Hitparade)           | 12              |
| Espanha (PROMUSICAE)                  | 38              |
| UK Rock and Metal Albums (BPI)        | 3               |
| UK Independent Albums                 | 7               |
| UK Official Album Sales               | 22              |
| US Top Heatseeker (Billboard)         | 7               |
| US Top Hard Rock Albums (Billboard)   | 12              |
| US Independent Albums (Billboard)     | 27              |
| US Top Rock Albums (Billboard)        | 35              |